# Театри Таджикистану
Список театрів Таджикистану подає єдиним переліком існуючі на теперішній час (поч. 2010 року) театри Таджикистану згідно з адміністративним поділом країни. Столичні (у місті Душанбе) 7 театрів, 5 з яких є державними, 1 — експериментальний, винесено наперед.

## Душанбе
- Таджицький Академічний театр опери та балету імені Садридина Айні — провідний музичний театр країни, створений 1940 року, у наш час лишається однією з оперних сцен Центральної Азії, зберігаючи як оперну, так і балетну трупу.
- Таджицький Академічний театр імені А. Лахуті — головна сцена національного театру, заклад створений у 1929 році, відіграє помітну роль у сучасному культурному житті Таджикистану.
- Державний Російський драматичний театр імені В. В. Маяковського — центральний російськомовний театр країни; розпочав свою роботу в 1937 році; значний культурний осередок країни.
- Державний Молодіжний театр імені М. Вахідова — створений 1965 року, відзначається сучасним поглядом у трактуваннях творчим колективом класики, постановками сучасної національної та світової драматургії.
- Душанбинський Державний театр ляльок — головний дитячий театр Таджикистану; був створений у 1985 році; нині (2000-ні) є сталим репертуарним театральним закладом з неординарними напрацюваннями й цікавими традиціями;
- Експериментальний театр юного глядача ім. Касимова;
- Театр мініатюр «Оїна».

## Горно-Бадахшанська автономна область

### Хорог
- Хорогський музично-драматичний театр імені А. Рудакі

## Согдійський вілоят

### Худжанд
- Театр музичної комедії імені Камолі Худжанді;
- Худжандський театр юного глядача;
- Худжандський гумористичний театр «Хандинкамон».

### Канібадам
- Канібадамський державний музично-драматичний театр імені Т. Фазилової

### Нау
- Узбецький музично-драматичний театр імені Ш. Бурхонова

### Чкаловськ
- Чкаловський російський драматичний театр імені О. С. Пушкіна;
- Чкаловський російський ляльковий театр

## Хатлонський вілоят

### Курган-Тюбе
- Хатлонський обласний театр музичної комедії імені А. Мухаммаджанова

### Куляб
- Кулябський театр музичної комедії імені С. Валізаде.